# Idurre Eskisabel
Idurre Eskisabel   (Beasain, 11 de novembre de 1970) és una periodista i antropòloga basca que treballa com a professora a la Universitat del País Basc. La seva recerca s'ha centrat en qüestions sobre gènere, identitat nacional i llengua basca. Des del 6 de desembre de 2022 és la secretària general de Kontseilua.
Anteriorment ha treballat als diaris Euskaldunon Egunkaria i Berria i ha col·laborat amb mitjans com Euskadi Irratia, Euskalerria Irratia, Argia i Jakin.

## Obra publicada

### Assaig
- Trikua esnatu da. Euskaratik feminismora eta feminismotik euskarara (amb Lorea Agirre, Susa, 2019) ISBN 978-84-17051-36-5.[6]

### Poesia
- Goseak janak (2018, Susa)